# Nomikai
Nomikai (jap. 飲み会; dt. etwa „Trinkzusammenkunft, Treffen zum Trinken, Trinkparty“) sind gruppeninterne Feiern zur Festigung beruflicher Verbindungen und ein für die japanische Gesellschaft typischer Teil des sozialen Lebens.
Nomikai sind fester Bestandteil aller Arbeits- und Ausbildungsverhältnisse. Angestellte sind zur Teilnahme zwar nicht ausdrücklich verpflichtet, dennoch wird sie in gewissem Umfang erwartet, da solche Partys nicht als private Veranstaltungen oder Freizeit, sondern als ein sozialer Aspekt der Arbeit angesehen werden.
Von keinem Nomikai-Teilnehmer wird Alkoholkonsum verlangt, aber sehr oft können solche Veranstaltungen bzw. die nachfolgenden Unternehmungen zu regelrechten „Saufgelagen“ ausarten.

## Ablauf
Nomikai werden bei verschiedensten Gelegenheiten abgehalten, z. B. anlässlich der Fertigstellung wichtiger Projekte, des Erreichens festgesetzter Ziele, von Jahrestagen oder Schulsportereignissen oder des Einstands oder der Pensionierung von Kollegen. Mindestens ein Organisator (幹事 kanji) ist jeweils für die Vorbereitung zuständig, normalerweise ist dies aber nicht die Person, für die die Feier stattfindet.
Nomikai werden oft in Restaurants oder Izakayas abgehalten, wobei gewöhnlich alle Teilnehmer gemeinsam an einem großen Tisch oder in einem separaten Raum sitzen.
Zu Beginn der Veranstaltung halten die Organisatoren eine kurze Willkommensansprache, gefolgt vom Manager, Präsidenten oder Firmenchef, der einige Worte des Rückblicks und der Ermutigung spricht. Diese Rede wird mit einem Toast beendet, danach beginnt der informelle Teil. Sind neue Angestellte oder Gäste anwesend, ist es üblich, dass sich diese bei den anderen Teilnehmern selbst vorstellen. Dies beinhaltet in der Regel einen Rundgang des Angestellten innerhalb der Gruppe mit einer Flasche Bier (oder Sake/Shōchū), aus welcher er seinen neuen Kollegen ein Glas einschüttet.
Nomikai werden fast immer dadurch beendet, dass alle aufstehen und gemeinsam in die Hände klatschen. Es gibt zwei Hauptvarianten dieses Klatschens: ippon-jime (etwa: Ein-Klatschen-Ende) und sanbon-jime (etwa: Drei-Klatschen-Ende). Letzteres besteht aus dreimal einem dreimaligen Klatschen, gefolgt von einem einzelnen Klatschen. Dies alles kann wiederum dreimal wiederholt werden, so dass insgesamt bis zu 30-mal geklatscht wird.
Manchmal wird am Ende (shime) eine lautstarke Ehrerbietung an den Organisator oder einen geehrten Teilnehmer ausgebracht, oder es wird das Firmen- oder Schullied gesungen.
Üblicherweise zahlen alle Teilnehmer unabhängig vom tatsächlichen Verzehr den gleichen Betrag für Essen, Getränke und Unterhaltung. Übrig gebliebenes Geld wird dann für das Organisieren des nächsten Nomikai verwendet.
Nach dem Nomikai teilen sich die Teilnehmer oft in kleinere Gruppen auf und suchen verschiedene Bars auf. Solche „Afterpartys“ werden als nijikai (二次会, dt. „zweites Treffen“) bezeichnet. Die Teilnahme daran ist freiwillig, die Gruppen bestehen daher oft aus Freunden oder Leuten, die einfach nur am Trinken interessiert sind. Kommt es danach sogar noch zu einem weiteren Trinkgelage, wird dieses sanjikai (三次会, dt. drittes Treffen) genannt.

### Bōnenkai
Eine Sonderform der Nomikai stellen Jahresabschlussfeiern dar, so genannte bōnenkai (忘年会). Während bei Nomikai z. B. nur Mitglieder derselben Abteilung oder eines bestimmten Firmenbereiches teilnehmen, können bōnenkai auch für alle Firmenmitarbeiter veranstaltet werden.
In großen Firmen kann es oft zusätzlich einzelne bōnenkai für jede Abteilung geben, die dann zu anderen Terminen als die Gesamt-bōnenkai stattfinden.
Die wörtliche Bedeutung des Festes ist „Vergiss-das-Jahr-Treffen“, womit nicht gemeint ist, das Geschehene zu verdrängen, sondern den Kopf frei zu kriegen für die Aufgaben des kommenden Jahres.

## Verhaltensregeln
Bei Nomikai vermeidet man, das eigene Glas zu füllen, sondern bietet anderen an, deren Glas zu füllen. Das trifft besonders für Senpai-Kōhai-Beziehungen zu, wo der rangniedere oder jüngere Teilnehmer dem älteren zuerst anbietet einzuschenken. Häufig bietet der Höhergestellte anschließend an, das Glas des Jüngeren zu füllen. Dieses Verhalten wird nicht als Einschmeicheln verstanden, sondern als ein das harmonische Klima am Arbeitsplatz förderndes Verhalten.
In Japan ist es gesellschaftlich akzeptiert, sich bei Nomikai zu betrinken, oft bis zur völligen Hemmungslosigkeit. Dinge, die unter diesen Bedingungen gesagt oder getan werden, werden offiziell nicht zur Kenntnis genommen und kommen im anschließenden Arbeitsalltag nicht mehr zur Sprache. Daher kann es bei diesen Partys zu sehr direkten und heftigen Auseinandersetzungen zwischen Kollegen mit unterschiedlichem Rang kommen, die am Arbeitsplatz nicht auftreten würden. Dieses Phänomen wird bureikō (無礼講) genannt.
Andererseits darf bei Nomikai niemand zum Trinken gezwungen werden. Ein Teilnehmer, der auf (weiteren) Alkoholkonsum verzichtet, kann dies durch Bestellen eines nichtalkoholischen Getränks oder durch Stehenlassen des vollen Glases zeigen.

## Verwandte Begriffe
Enkai (宴会 ‚Treffen zum Festmahl‘) bedeutet Bankett und wird oft als übergeordneter Begriff für nomikai und bōnenkai verwendet.